# Mårum

Mårum är en liten by som hör till Horns socken och ligger cirka 10 km norr om Skövde i Skövde kommun, Västergötland. Mårum ligger mellan Ulvåker, Väring och Horn.